# Goriełowo (stacja kolejowa)
Goriełowo (ros. Горелово) – stacja kolejowa w miejscowości Petersburg, w Rosji.

## Historia

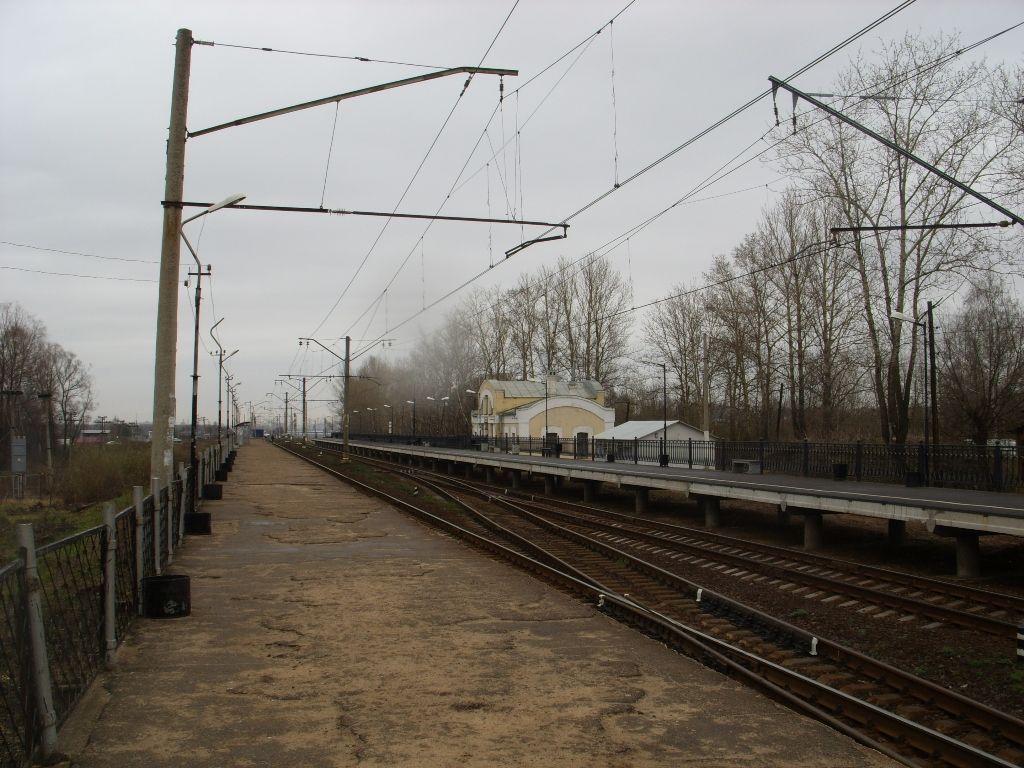

Stacja powstała w czasach carskich.